# Jelena Kazancewa
Jelena Władimirowna Kazancewa, ros. Елена Владимировна Казанцева (ur. 5 grudnia 1956, Mińsk) – białoruska poetka, autorka, kompozytorka i wykonawczyni pieśni, pisząca w języku rosyjskim.
Ukończyła fakultet fizyczno-energetyczny na Białoruskim Narodowym Uniwersytecie Technicznym (1981) ze specjalnością inżynier-elektryk. Pracowała w fabryce, w zespołach projektowych i naukowo-badawczych.
Posiada niepełne średnie wykształcenie muzyczne (5 klas szkoły muzycznej), gra na gitarze i na fortepianie. Od 1987 pisze pieśni. W roku 1988 została laureatką festiwalu piosenki autorskiej w Tallinnie. W latach 1989–1991 kierowała jednym z mińskich klubów pieśni autorskiej. W roku 1991 opublikowała wiersze w samizdatowym czasopiśmie „Idiota” (Идиот).
W roku 1997 wydała debiutancki album Na długą, długą pamięć (На долгую, долгую память), po którym ukazały się Bryczką jedzie Aloszeńka (На извозчике едет Алёшенька, 1998), Pamiętasz, pograniczniku, to było latem (Ты помнишь, пограничник, было лето, 1999), Królowa dzielnicy (Королева района, 2001), System poglądów i pojęć (Система взглядов и понятий, 2003). Wydała zbiory wierszy Wieczór w mieście (Вечер городской, 1992) i Koncert (w dwóch częściach) (Концерт (в двух отделениях), 2002).
Wiersze Kazancewej zostały włączone do antologii Strofy wieku (Строфы века) i Uwolniony Ulisses (Освобождённый Улисс). Krytycy stwierdzili, że poezja Kazancewej wybiega daleko ponad średni poziom bardowskiej pieśni.